# 安德烈亚·曼弗雷迪
安德烈亚·曼弗雷迪（義大利語：Andrea Manfredi，1992年2月10日—2018年10月29日），意大利自行车手，2016年加盟了业余车队Palazzago。
曼弗雷迪在獅子航空610號班機空難中遇难。

## 主要成绩
2012年
3 Giro della Valle d'aosta
第2阶段